# Мещеряков, Николай Леонидович
Никола́й Леони́дович Мещеряко́в (25 февраля [9 марта] 1865, Зарайск, Рязанская губерния — 3 апреля 1942, Казань) — российский и советский историк литературы и общественного движения, критик, публицист, деятель советской печати. Член-корреспондент АН СССР с 28 января 1939 года по Отделению общественных наук (литературоведение).

## Биография
Родился в семье агронома, личного почётного гражданина. Окончил реальное училище в Зарайске (1883), учился в Петербургском политехническом институте, был исключён за участие в революционном движении. С 1885 года — народоволец. В 1886 году был арестован и выслан под полицейский надзор в Рязанскую губернию. В 1893 году эмигрировал в Бельгию, где окончил технологический факультет Льежского университета по специальности «инженер-механик». В 1894 году порвал с народничеством, став марксистом.
С 1901 года состоял в РСДРП (член «Заграничной лиги русской революционной социал-демократии»). В 1902 году приехал в Москву как представитель «Искры», вошёл в состав Московского комитета РСДРП. 27 ноября 1902 года был арестован и после тюремного заключения в 1904 году сослан в Якутию. В 1906 году был членом Московского окружного комитета и областного бюро Центрального района РСДРП(б), работал в литературно-лекторской группе. В октябре 1906 года был вновь арестован и в 1909 году сослан на поселение в Енисейский уезд. Всего провёл в тюрьме четыре с половиной года. В 1913 году переехал в Красноярск, работал инженером.
К февралю 1917 года — член Красноярского комитета РСДРП(б), редактор газеты «Красноярский рабочий», а по возвращении в Европейскую Россию стал членом Московского губкома партии и председателем губернского совета рабочих депутатов. В период Октябрьской революции — редактор «Известий Московского военно-революционного комитета», член редколлегии «Известий Московского губернского совета». Участник заседания Учредительного собрания 18 января 1918 года. После революции работал в редакции «Известий Моссовета», член редколлегии «Правды» (1918—1922), одновременно член правления Центросоюза. С 1920 года был заведующим Главным управлением государственным издательством Наркомпроса, а затем главным редактором Госиздата (до 1924 года). Возглавляя Политотдел ГИЗа, занимавшийся идеологическим контролем печати, Н. Л. Мещеряков стоял у истоков оформления советской цензуры и появления Главлита РСФСР. Профессор факультета общественных наук МГУ (1921—1923). Начиная с 1922 года принимал активное участие в работе кинокомиссии Агитпропа ЦК РКП(б), разрабатывавшей проекты решений по важнейшим вопросом развития советской кинематографии. Принимал участие в работе Коминтерна (с 1921 года — член Кооперативной секции Исполкома, в 1929—1931 годах — член Президиума секции), Крестинтерна (с 1924 года — оргсекретарь, в 1926—1927 годах — член Президиума Международного крестьянского Совета, редактор журнала «Крестьянский Интернационал») и в организации Международного аграрного института. В 1924—1932 годах — заместитель главного редактора БСЭ, в 1927—1938 годах — главный редактор 1-го и 2-го изданий МСЭ. С 1934 года редактировал также журнал «Наука и жизнь».

## Основные работы
- «Кооперация и социализм» (1920)
- «Продовольственный налог и кооперация» (1921)
- «Кооперация в Советской России» (1922)
- «На переломе. Из настроений белогвардейской эмиграции» (1922)
- «Современная кооперация» (1924)
- «Семидесятники» (1935)

Автор воспоминаний о В. И. Ленине. Член редакционных коллегий Полных собраний сочинений Н. А. Некрасова, А. Н. Островского, М. Е. Салтыкова-Щедрина, Г. И. Успенского, Н. Г. Чернышевского и др. В августе 1939 года вошёл в состав редакторского комитета по изданию юбилейного собрания сочинений Л. Н. Толстого.

## Отдельные статьи
- Мещеряков Н. Ленин о Чернышевском // Чернышевский Н. Г. Полное собрание сочинений : в 15 т. — М., 1939. — Т. 1. — С. 5—23.
- Мещеряков Н. Современное студенчество и его нужды // Высшая школа в РСФСР и новое студенчество : [сборник статей / редкол.: Ф. М. Сенюшкин (пред.) и др.] ; изд. Комиссии помощи пролетарскому студенчеству ВЦСПС, Центр. комитетов профсоюзов и Междунар. комитета рабочей помощи. - [Пг. : тип. им. Ивана Федорова], 1923. - 103, [4], [4] с. — С. 50-57.

## Память
Именем Н. Л. Мещерякова названа Зарайская средняя школа № 1, а также улица в Москве, в районе Тушино.